# Feusines

Feusines este o comună în departamentul Indre, Franța. În 1 ianuarie 2022 avea o populație de 208 de locuitori.